# Space Battleship Yamato (filme)
Space Battleship Yamato (SPACE BATTLESHIP ヤマト, Supēsu Batorushippu Yamato) (br:Patrulha Estelar) é uma adaptação do original Space Battleship Yamato ou Patrulha Estelar, anime de 1974. O filme foi lançado no Japão em 1 de dezembro de 2010. Foi lançado em DVD & Blu-Ray no Japão em 24 de Junho de 2011.

## Enredo
No ano de 2199 em Marte a Earth Defense Force (EDF) lança uma contraofensiva contra alienígenas que resulta em um completo fracasso, dizimando sua frota espacial. Agora os sobreviventes buscam a esperança em um planeta distante no qual contém uma forma de remover a radiação na superfície da Terra, para que esta seja habitável novamente em sua superfície.

## Elenco
O elenco principal de personagens foi alterada da série original. Yuki tem um papel mais ativo de combate no que nos animes originais e dois dos principais personagens masculinos - Aihara e Dr. Sado - são do sexo feminino nesta versão live-action.
Tripulação Yamato
- Takuya Kimura - Susumu Kodai, irmão Mamoru é mais jovem, e líder da equipe de combate.
- Meisa Kuroki - Yuki Mori, Esquadrão Black Tiger piloto.
- Toshirō Yanagiba - Shiro Sanada, Diretor de ciência / tecnologia.
- Naoto Ogata - Daisuke Shima, diretor navegador.
- Reiko Takashima - Dr. Sado, médico de bordo.
- Toshiyuki Nishida - Hikozaemon Tokugawa, engenheiro-chefe.
- Hiroyuki Ikeuchi - Hajime Saito, comandante policial.
- Maiko Skorick (マイコ) - Aihara, comunicação oficial.
- Toshihiro Yashiba - Yasuo Nanbu, unidade tática.
- Kazuki Namioka - Saburo Kato, Esquadrão Black Tiger.
- Takumi Saito - Akira Yamamoto, Esquadrão Black Tiger.
- Takahiro Miura - Furuya, Esquadrão Black Tiger.
- Tsutomu Yamazaki - Juzo Okita, capitão da Yamato.
- Kensuke Owada - Kenjiro Ota, navegador.